# Shirley Goodman
Shirley Goodman, (New Orleans, 19 juni 1936 - Los Angeles, 5 juli 2005) was een Amerikaanse r&b-zangeres.

## Biografie

### Carrière
Shirley Goodmans carrière begon samen met haar schoolvriend Leonard Lee (29 juni 1936 - 23 oktober 1976) het zangduo Shirley & Lee. Reeds haar eerste debuutsingle I'm Gone (1952, 2e plaats) plaatste zich in de Billboard Hot 100 r&b-hitlijst. Geschreven en geproduceerd werd de song, die later grote invloed had op de ontwikkeling van de Jamaicaanse ska en reggae, door Dave Bartholomew. Als muzikanten was Bartholomews band met Allen Toussaint (piano), Frank Ifield (bas), Earl Palmer (drums), Lee Allen, Alvin Tyler en Herb Hardesty (allen saxofoon) bij de opnamen betrokken.
In het midden van de jaren 1950 veranderden ze hun muziekstijl. Het door Leonard Lee geschreven rock-'n-roll-nummer Let The Good Times Roll (1956, 20e plaats) plaatste zich in de Hot 100. Ook de daaropvolgende single I Feel Good haalde de top 40 van de pophitlijst. In 1962 ging het duo uit elkaar. Lee nam daarna nog enkele weinig succesvolle soloplaten op.
In het midden van de jaren 1960 ging Goodman naar Californië. Als sessiezangeres werkte ze mee bij opnamen van Dr. Johns album Gris-Gris (1968) (bijv. I Walk On Gilded Splinters), Sonny & Cher en Jackie DeShannon. Op het Rolling Stones-nummer Let It Loose (Exile on Main Street) is ze te horen als achtergrondzangeres.
Aan het eind van 1974 kreeg ze van de zangeres, producent en label-eigenares Sylvia Robinson het aanbod, de leadvocals te zingen op het door haar geschreven disconummer Shame, Shame, Shame. De mannelijke stem was voor de latere gospelzanger Jesus Alvarez. Het instrumentale nummer werd opgenomen door de studiomuzikanten Walter Morris (gitaar), Bernadette Randle (keyboards), Seldon Powell (saxofoon), Jonathan Williams (bas) en Clarence Oliver (drums). De als Shirley & Company gepubliceerde single ontwikkelde zich aan het begin van 1975 tot een van de eerste wereldwijde discohits en bereikte in de Hot 100 de 12e plaats. De daaropvolgende singles Disco Shirley en Cry Cry Cry waren niet zo succesvol en Shirley Goodman trok zich daarna geheel terug uit de muziekbusiness.

## Overlijden
Shirley Goodman overleed op 5 juli 2005 op 69-jarige leeftijd in Los Angeles.

## Discografie

### Singles (Aladdin Records)
als Shirley & Lee
- 1952: I'm Gone / Sweethearts
- 1953: Shirley Come Back to Me / Baby
- 1953: Shirley's Back / So in Love
- 1955: Feel So Good / You'd Be Thinking of Me
- 1956: Let the Good Times Roll / Do You Mean to Hurt Me So
- 1956: I Feel Good / Now That It's Over
- 1957: When I Saw You / That's What I Wanna Do
- 1960: I've been loved before
- 1961: Well-A, Well-A

als Shirley & Company
- Shame, Shame, Shame / More "Shame" (Vibration 532, 1975)
- Cry Cry Cry / Cry Cry Cry (Instrumental) (Vibration 535, 1975)
- Disco Shirley / Keep On Rolling On (Vibration 539, 1975)°
- I Like to Dance / Jim Doc Kay (Vibration 542, 1976)

° in Europa deels met anderen B-kanten

### Albums
als Shirley & Lee
- 1956: Let the Good Times Roll (Aladdin Records)
- 1962: Let the Good Times Roll (Imperial Records)
- 1973: The Legendary Masters Series, Vol. 1 (United Artists, Capitol/EMI 1990)
- 1982: The Best of Shirley & Lee (Ace)
- 2000:The Sweethearts of the Blues (4 cd-boxset, Bear Family)

als Shirley & Company
- 1975: Shame, Shame, Shame (Vibration)

- Bibliothèque nationale de France: cb140516208 (data)
- International Standard Name Identifier: 0000 0000 4294 7068
- Library of Congress Control Number: no96051393
- MusicBrainz: 7293fd3b-2444-49e9-b3c9-cfb13307d5c4
- SNAC: w6cr62m0
- Virtual International Authority File: 16820832
- WorldCat: E39PBJjdbb8w9jdr4Vpdhv46rq